# Schefflerodendron adenopetalum
Schefflerodendron adenopetalum là một loài thực vật có hoa trong họ Đậu. Loài này được (Taub.) Harms miêu tả khoa học đầu tiên.